# Adam Tadeusz Marciniak
Adam Tadeusz Marciniak (ur. 4 maja 1979) – polski menedżer, bankowiec, specjalista od technologii, transformacji cyfrowej oraz fuzji i przejęć w sektorze finansowym; ekspert w dziedzinie cyberbezpieczeństwa i zarządzania kryzysowego; współtwórca Operatora Chmury Krajowej oraz innowacyjnego sytemu płatności Blik.
Od 2004 do 2021 roku pełnił funkcje kierownicze i nadzorcze w takich instytucjach jak: Pekao SA, CDM Pekao SA, PKO BP SA, Inteligo FS, CCC SA, Operator Chmury Krajowej, PKO BP Finat i PKO Bank Hipoteczny. Przewodniczący Rady Bankowości Elektronicznej przy Związku Banków Polskich w latach 2019–2021. Od października 2022 roku prezes VeloBanku.

## Życiorys i działalność zawodowa
Ukończył Wojskową Akademię Techniczną, uzyskując w 2003 roku tytuł magistra nauk informatycznych. Od 2006 do 2007 roku studiował zarządzanie projektami IT na Politechnice Warszawskiej.
W latach 2004–2007 zarządzał zespołem programistycznym w Banku Pekao S.A., a następnie objął stanowisko dyrektora Biura Zarządzania i Rozwoju Kanałów Elektronicznych. Od 2009 do 2011 roku pełnił funkcję dyrektora Departamentu Rozwoju Aplikacji w CDM Pekao SA.
W latach 2011–2017 kierował Pionem Rozwoju i Utrzymania Aplikacji w PKO BP. Od 2017 roku jako wiceprezes zarządu, odpowiedzialny za obszar technologii, cyberbezpieczeństwa oraz szkolenie i rozwój pracowników, przeprowadził cyfrową transformację PKO BP. W 2019 roku odebrał statuetkę przyznaną PKO Bankowi Polskiemu przez kapitułę konkursu UPC Think Big: Grow Smarter w kategorii „najbardziej inspirująca transformacja cyfrowa”.
Od 2011 do 2014 roku pełnił funkcję członka zarządu Inteligo Financial Services. W latach 2018–2021 był w Radzie Nadzorczej Operatora Chmury Krajowej. We wrześniu 2021 roku objął stanowisko wiceprezesa ds. technologii i cyfryzacji w zarządzie spółki CCC S.A. W październiku 2022 wrócił do sektora bankowego, zostając prezesem zarządu VeloBank S.A. odpowiedzialnym za strategię jego budowy, stworzenie nowej marki i proces sprzedaży.
Był przewodniczącym prezydium Rady do spraw Bankowości Elektronicznej przy Związku Banków Polskich, Rady Architektury IT przy Komitecie Rady Ministrów do spraw Cyfryzacji oraz przewodniczącym Grupy Ekspertów IT Ministerstwa Finansów. Zasiadał również w zespole doradców IT przy Ministerstwie Zdrowia. Przewodniczył i pełnił funkcje członka rad nadzorczych spółek, takich jak: PKO Bank Hipoteczny, Operator Chmury Krajowej, PKO BP Finat i Modivo.
W sektorze bankowym uważany za eksperta od cyfryzacji i technologii. Jest laureatem licznych branżowych nagród i wyróżnień.

### Przebieg kariery
- 2004–2007: Lider zespołu programistycznego w Bank Pekao SA[6]
- 2007–2011: Dyrektor Biura Zarządzania i Rozwoju Kanałów Elektronicznych w Bank Pekao SA[6]
- 2009–2011: Dyrektor Departamentu Rozwoju Aplikacji w CDM Pekao SA[6]
- 2011–2014: Członek Zarządu Inteligo Financial Services Sp. z o.o.[6]
- 2013–2014: Wiceprezes Inteligo Financial Services Sp. z o.o.[36]
- 2011–2016: Dyrektor Pionu Rozwoju i Utrzymania Aplikacji w PKO Bank Polski[6]
- 2016–2021: Wiceprezes Zarządu PKO Bank Polski[37]
- 2018–2021: Przewodniczący Rady Nadzorczej PKO Finat Sp. z o.o.[38]
- 2018–2021: Przewodniczący Rady Nadzorczej Operator Chmury Krajowej[39]
- 2021–2022: Wiceprezes ds. technologii i cyfryzacji w zarządzie CCC SA[40][41]
- od 2022: Prezes Zarządu VeloBank SA[42]

### Innowator
Angażując się w proces transformacji cyfrowej sektora bankowego oraz kluczowych instytucji publicznych uczestniczył w tworzeniu i wdrażaniu zaawansowanych technicznie projektów, zmieniających polską gospodarkę elektroniczną. Do tych innowacyjnych rozwiązań należą:
- aplikacja mobilna IKO, stanowiąca bazę dla krajowego systemu płatności mobilnych Blik, która dwukrotnie (w 2018 i 2019 roku) zwyciężyła w rankingu Retail Banker International obejmującym aplikacje mobilne banków z całego świata[45][46][47];
- system płatności mobilnych Blik stworzony w ramach unikalnego na skalę świata modelu współpracy największych banków[48], który stał się standardem płatniczym w Polsce, a w 2023 roku zadebiutował w Rumunii oraz na Słowacji[49]. W 2024 roku szacunkowa wycena tego rozwiązania szacowana jest na około 1 mld euro[49];
- koncepcja Chmury Krajowej ze strategicznym partnerstwem z Google i Microsoft, które oferowały najnowocześniejsze rozwiązania w chmurze dla polskich przedsiębiorstw[50][51][52][53];
- Bankowe Centrum Cyberbezpieczeństwa powołane 29 listopada 2016 roku przez Radę Związku Banków Polskich wspólnie z bankami w odpowiedzi na rosnące zagrożenia i incydenty w obszarze cyberbezpieczeństwa oraz na potrzeby banków[54][55];
- cyfrowa tożsamość w administracji[56][57];
- ogólnopolski system e-Rejestracji na szczepienia COVID-19 stworzony na bazie doświadczeń PKO i Chmury Krajowej, a także współpraca z Głównym Inspektorem Sanitarnym w celu pełnego zautomatyzowania procesu zarządzania kwarantannami/izolacjami zakażonych[58].

## Nagrody i wyróżnienia
- 2015: tytuł Ambasadora Gospodarki Elektronicznej na X Kongresie Gospodarki Elektronicznej[59][60][61]
- 2015: tytuł „Innowatora rynku bankowego 2015 roku” w rankingu „50 największych banków w Polsce”[62][63][61]
- 2015: tytuł „Odnowiciel strategicznej inicjatywy” i Diament CIO w konkursie CIO Roku 2015 organizowanym przez International Data Group Poland S.A.[64]
- 2016: Medal Mikołaja Kopernika za szczególne zasługi w budowie i rozwoju sektora bankowego przyznany przez Związek Banków Polskich[65][66]
- 2020: nagroda „Złotego Herolda” Rady Programowej XXVI Forum Teleinformatyki za wieloletnią aktywność i zaangażowanie w obszarze wdrażania i rozwoju technologii teleinformatycznych wspierających budowę e-państwa[67][68]
- 2021: Nagroda im. prof. Remigiusza Kaszubskiego za kreowanie innowacji i tworzenie bezpiecznej firmy w chmurze oraz zaangażowanie w cyfryzację życia społecznego[69][70][71][63][61]
- 2023: nagroda Digital Shapers w kategorii „Transformacja cyfrowa”[72][73]
- 2023: tytuł „Innowatora Roku 2023” w konkursie Liderzy Świata Bankowości i Ubezpieczeń[74][75]
- 2023: tytuł „Innowacyjny Lider 2023” za wyjątkową transformację banku i wdrożenie unikatowych na rynku rozwiązań[76][77]
- 2023: nagroda BrandWe CEO w VI edycji plebiscytu BrandMe CEO[78][77]
- 2023: nagrody Best Newcomer Banking Brand oraz Tech Team of the Year w prestiżowym międzynarodowym konkursie Banking Tech Awards 2023[77][77]
- 2023: nagroda Business Insider Awards w kategorii Finanse[3]
- 2024: nagroda Business Insider Awards w kategorii Finance oraz Master of Innovation Leadership w konkursie Masters&Robots[79]
- 2024: nagroda indywidualna Rankingu IT@BANK 2024 „Wizjoner Rynku” za stworzenie i poprowadzenie zespołu doświadczonych menedżerów VeloBanku, aby zbudować nową, stabilną markę bankową w rekordowym czasie pięciu tygodni; za skierowanie rozwoju VeloBanku na tory nowych technologii i przeprowadzenie go przez proces przymusowej restrukturyzacji (ang. special resolution regime resolution), a dzięki pozyskaniu inwestora branżowego, zadbanie o stabilność polskiego sektora finansowego[80]